# Kennecott Smokestack
Kennecott Smokestack foi construída na cidade de Garfield, Estados Unidos. Tem 380 m (1263 pés) e é actualmente a 11ª torre conduto mais alta do mundo.